# Max Volmer
Pour les articles homonymes, voir Vollmer.
Max Volmer, né le 3 mai 1885 à Hilden, dans la province de Rhénanie, et mort le 3 juin 1965 à Potsdam, est un physico-chimiste allemand qui a contribué de façon décisive à la formalisation de la cinétique électrochimique.

## Biographie
Max Volmer fait des études de chimie à Marbourg, Munich et Leipzig où il soutient en 1910 une thèse sur les réactions photochimiques.
Il commence sa carrière comme assistant à l'université de Leipzig en 1912. Il s'installe à Berlin en 1916 où il travaille à l'Institut de chimie de l'université Frédéric Guillaume (devenue université Humboldt de Berlin) sur des sujets relevant de l'arme chimique. De 1918 à 1920 il travaille au sein de la compagnie privée Auergesellschaft (Osram GmbH). En 1920, il est nommé professeur d'électrochimie et de chimie-physique à l'université de Hambourg. En 1922 il est nommé professeur titulaire de la prestigieuse chaire de chimie-physique de l'université technique de Berlin Charlottenburg qui était détenue avant lui par Walther Hermann Nernst. Il consacre alors une grande partie de ses travaux à la cinétique électrochimique avec son élève hongrois Tibor Erdey-Grùz (1902-1976) dont il dirige la thèse de 1928 à 1931.
Dans les années 1930, il propose avec le physico-chimiste britannique John Alfred Valentine Butler la relation de Butler-Volmer.
Durant la guerre, l'université technique de Berlin forme un grand nombre de cadres techniques et scientifiques du Troisième Reich. En 1945, lors de l'invasion de l'Allemagne par l'armée rouge, Max Volmer est emmené en Union soviétique par le Département 7 du NKVD avec de nombreux scientifiques allemands de premier plan, comme Gustav Ludwig Hertz et Peter Adolf Thiessen. Désireux de se garder des représailles possibles des autorités soviétiques du fait de leur proximité avec le Parti nazi, ils négocient leur retournement. Volmer travaille dans un centre de recherche en URSS sur le projet atomique soviétique. Parallèlement, les États-Unis mènent l'opération Overcast (renommée opération Paperclip au début de 1946) qui va permettre le recrutement par les Américains de 1 600 scientifiques allemands (le plus connu est Wernher von Braun), tous domaines compris. L'armée française, quant à elle, met la main sur la plus grande partie des ingénieurs et responsables du projet des turboréacteurs BMW (dont l'ingénieur Hermann Östrich) ce qui permet la conception des turboréacteurs SNECMA Atar. Max Volmer contribue à la mise au point des processus de production d'eau lourde et de plutonium enrichi pour l'URSS jusqu'en 1955. Il a alors l'autorisation d'aller en République démocratique allemande (RDA) et retrouve sa chaire à l'université technique de Berlin. En 1958, il devient président de l'Académie des sciences de la RDA et prend sa retraite scientifique.
Après sa mort, l'Institut de chimie-physique de l'université technique de Berlin est baptisé « Institut Max Volmer ». Une rue de Berlin-Adlershof s'appelle « Max-Volmer-Strasse » dans le quartier de l'université Humboldt de Berlin.